# 雷斯維爾 (喬治亞州)
雷斯維爾（英語：Raysville）是位於美國喬治亞州麥克達菲縣的一個非建制地區。該地的面積和人口皆未知。

## 地理
雷斯維爾的座標為33°37′08″N 82°28′54″W / 33.61889°N 82.48167°W，而該地的平均海拔高度為126米（即413英尺）。